# Park Falls
Park Falls és una població dels Estats Units a l'estat de Wisconsin. Segons el cens del 2000 tenia 2.793 habitants.

## Demografia
Segons el cens del 2000, Park Falls tenia 2.793 habitants, 1.185 habitatges, i 718 famílies. La densitat de població era de 303,8 habitants per km².
Dels 1.185 habitatges en un 28,9% hi vivien nens de menys de 18 anys, en un 47,1% hi vivien parelles casades, en un 8,9% dones solteres, i en un 39,4% no eren unitats familiars. En el 35,2% dels habitatges hi vivien persones soles el 20,9% de les quals corresponia a persones de 65 anys o més que vivien soles. El nombre mitjà de persones vivint en cada habitatge era de 2,24 i el nombre mitjà de persones que vivien en cada família era de 2,88.
Per edats la població es repartia de la següent manera: un 23,4% tenia menys de 18 anys, un 6,2% entre 18 i 24, un 24,3% entre 25 i 44, un 22,3% de 45 a 60 i un 23,9% 65 anys o més.
L'edat mediana era de 42 anys. Per cada 100 dones de 18 o més anys hi havia 86,7 homes.
La renda mediana per habitatge era de 33.860 $ i la renda mediana per família de 42.930 $. Els homes tenien una renda mediana de 31.855 $ mentre que les dones 20.959 $. La renda per capita de la població era de 17.929 $. Aproximadament el 5,5% de les famílies i el 10,3% de la població estaven per davall del llindar de pobresa.

## Poblacions més properes
El següent diagrama mostra les poblacions més properes.